# Serena Scott Thomas
Serena Scott Thomas (Nether Compton, 21 settembre 1961) è un'attrice britannica.
Nota principalmente per il ruolo di Lady Diana Spencer in La vera storia di Lady D e di Fiona Cook nella soap opera Il tempo della nostra vita.

## Biografia

### Origini
Nata nel Dorset inglese occidentale, Serena Scott Thomas è la sorella dell'attrice Kristin Scott Thomas. Sua madre Deborah, nata Hurlbatt, crebbe a Hong Kong e in Africa e, prima di sposare il suo futuro marito, aveva studiato recitazione. Il padre di Kristin e Serena Scott Thomas, il capitano di corvetta Simon Scott Thomas, era un pilota della Marina Reale Britannica e morì in un incidente di volo nel 1964. Il nonno, l'ammiraglio Sir Richard Thomas, fu Gentleman Usher of the Black Rod nella Camera dei Lord. Serena Scott Thomas è anche, più alla lontana, pronipote del capitano Robert Falcon Scott, lo sfortunato esploratore che perse la corsa alla scoperta del polo sud. Il cognome "Scott Thomas", infatti, è un'unione dei cognomi delle due famiglie originarie.

### Carriera
Tra i suoi ruoli principali, quello della dottoressa Molly Warmflash nel film della saga di James Bond Il mondo non basta (1999). L'attrice è apparsa nel film televisivo Harnessing Peacocks (1993), basato su un romanzo della scrittrice Mary Wesley. Nel 2001 ha partecipato a un episodio della serie televisiva Buffy l'ammazzavampiri, Rivelazioni; nello stesso anno ha recitato anche nella serie All Souls, che però ha riscosso poco successo. Un altro ruolo di rilievo è stato nel lungometraggio Hostage (2005), mentre altre apparizioni in serie televisive includono Nip/Tuck, NCIS - Unità anticrimine, Rizzoli & Isles e Scorpion. Nel 2024 entra nel cast principale della soap opera Il tempo della nostra vita nel ruolo di Fiona Cook, uscendo però dal cast nello stesso anno.

## Vita privata
Dal 1996 al 2004 l'attrice è stata sposata con Scott J. Tepper, dal quale ha avuto una figlia, Tallulah Rose Tepper, nata il 20 febbraio 1997 a Los Angeles, California.

## Filmografia

### Cinema
- Let Him Have It, regia di Peter Medak (1991)
- La croce di santa Caterina (Sherwood's Travels), regia di Steve Miner (1994)
- Relax...It's Just Sex, regia di P.J. Castellaneta (1998)
- Il mondo non basta (The World Is Not Enough), regia di Michael Apted (1999)
- Skeleton Woman, regia di Vivi Letsou (2000)
- Storm Watch, regia di Terry Cunningham (2002)
- Haven, regia di Frank E. Flowers (2004)
- Hostage, regia di Florent-Emilio Siri (2005)
- The Thirst, regia di Jeremy Kasten (2006)
- Brothel, regia di Amy Waddell (2008)
- Vizio di forma (Inherent Vice), regia di Paul Thomas Anderson (2014)

### Televisione
- Poirot (Agatha Christie's Poirot) – serie TV, episodio 3x04 (1991)
- Harnessing Peacocks, regia di James Cellan Jones – film TV (1992)
- La vera storia di Lady D (Diana: Her True Story), regia di Kevin Connor – miniserie TV (1993)
- Ricatto alle Bermude (Bermuda Grace), regia di Mark Sobel – film TV (1994)
- Clair de Lune, regia di Paul Unwin – film TV (1995)
- The Way to Dusty Death, regia di Geoffrey Reeve – film TV (1995)
- Nostromo (Joseph Conrad's Nostromo), regia di Alastair Reid – miniserie TV (1996)
- Nash Bridges – serie TV, 15 episodi (1996-1997)
- Buffy l'ammazzavampiri (Buffy the Vampire Slayer) – serie TV, 1 episodio (1998)
- All Souls – serie TV, 5 episodi (2001)
- The Agency – serie TV, 1 episodio (2002)
- Summerland – serie TV, 3 episodi (2004-2005)
- Freddie – serie TV, 1 episodio (2006)
- Wicked Wicked Games – serie TV, 6 episodi (2006-2007)
- NCIS - Unità anticrimine (NCIS: Naval Criminal Investigative Service) – serie TV, episodio 4x14 (2007)
- Nip/Tuck – serie TV, 1 episodio (2007)
- William & Kate - Una favola moderna (William & Kate), regia di Mark Rosman – film TV (2011)
- Dark Wall – serie TV, 1 episodio (2012)
- Rizzoli & Isles – serie TV, episodio 7x06 (2016)
- Scorpion – serie TV, 1 episodio (2017)
- Il tempo della nostra vita (Days of Our Lives) – soap opera (2024)

## Doppiatrici italiane
Nelle versioni in italiano dei suoi film, Serena Scott Thomas è stata doppiata da:
- Claudia Razzi in Hostage, Vizio di forma, William & Kate - Una favola moderna
- Ludovica Marineo in La croce di santa Caterina
- Anna Cesareni in Il mondo non basta
- Roberta Greganti in La vera storia di Lady D
- Mavi Felli in Nostromo
- Cristiana Lionello in Nash Bridges
- Antonella Rendina in Buffy l'ammazzavampiri